# Alejandro García Casañas
Alejandro García Casañas (Barcelona, 14 januari 1970), ook wel Álex García genoemd, is een voetbalcoach en voormalig voetballer. Sinds 2011 is hij coach van Dinamo Tbilisi.

## Loopbaan als voetballer
Zijn familie is afkomstig uit de regio van Córdoba. Álex García kwam op 14-jarige leeftijd bij FC Barcelona, waar hij als centrale verdediger ging spelen. Hij won tweemaal de Copa del Rey Juvenil en Álex García werd bovendien jeugdinternational. Uiteindelijk kwam hij bij Barcelona Atlètic, het tweede elftal van de club, waarmee Álex García in de Segunda División B en de Copa del Rey speelde. In het seizoen 1990/1991 haalde Barcelona Atlètic de tweede ronde van het bekertoernooi. Zowel tegen CD Logroñés (0-0, 2-0) en Cádiz CF (1-1, 2-2) scoorde Álex García. Verder speelde hij in 1990 en 1991 enkele wedstrijden in het eerste elftal. Álex García deed mee in de oefenwedstrijden tegen UE Lleida in mei 1990 en CE Sabadell in september 1990. Door blessures van Albert Ferrer en Ronald Koeman en een schorsing van Ricardo Serna kwam hij bij de selectie voor de wedstrijden om de Supercopa de España tegen Real Madrid in december 1990. Álex García was in beide wedstrijden (0-1, 1-4) basisspeler. In maart 1991 maakte hij zijn Europese debuut als invaller voor Michael Laudrup tegen Dinamo Kiev in de Beker voor Bekerwinnaars. Zijn laatste wedstrijd voor het eerste elftal was de finale van de Copa Generalitat tegen CE Sabadell (3-6) in juni 1991. Na zijn vertrek bij FC Barcelona speelde Álex García voor Rayo Vallecano (1993–1994), Palamós CF (1994–1995), Cádiz CF (1995–1998), Granada CF (1998–1999), Gimnàstic de Tarragona (1999–2000) en UE Cornellà (2000-2001).

## Loopbaan als coach
Na zijn actieve loopbaan als voetballer keerde Álex García terug bij FC Barcelona om jeugdtrainer te worden. Hij was succesvol met de Juvenil A, het hoogste jeugdelftal van de club, waarmee Álex García in 2006 en 2009 kampioen van de Catalaanse groep van de División de Honor werd. In 2011 werd hij aangesteld als hoofdcoach van Dinamo Tbilisi.